# Gig Economy

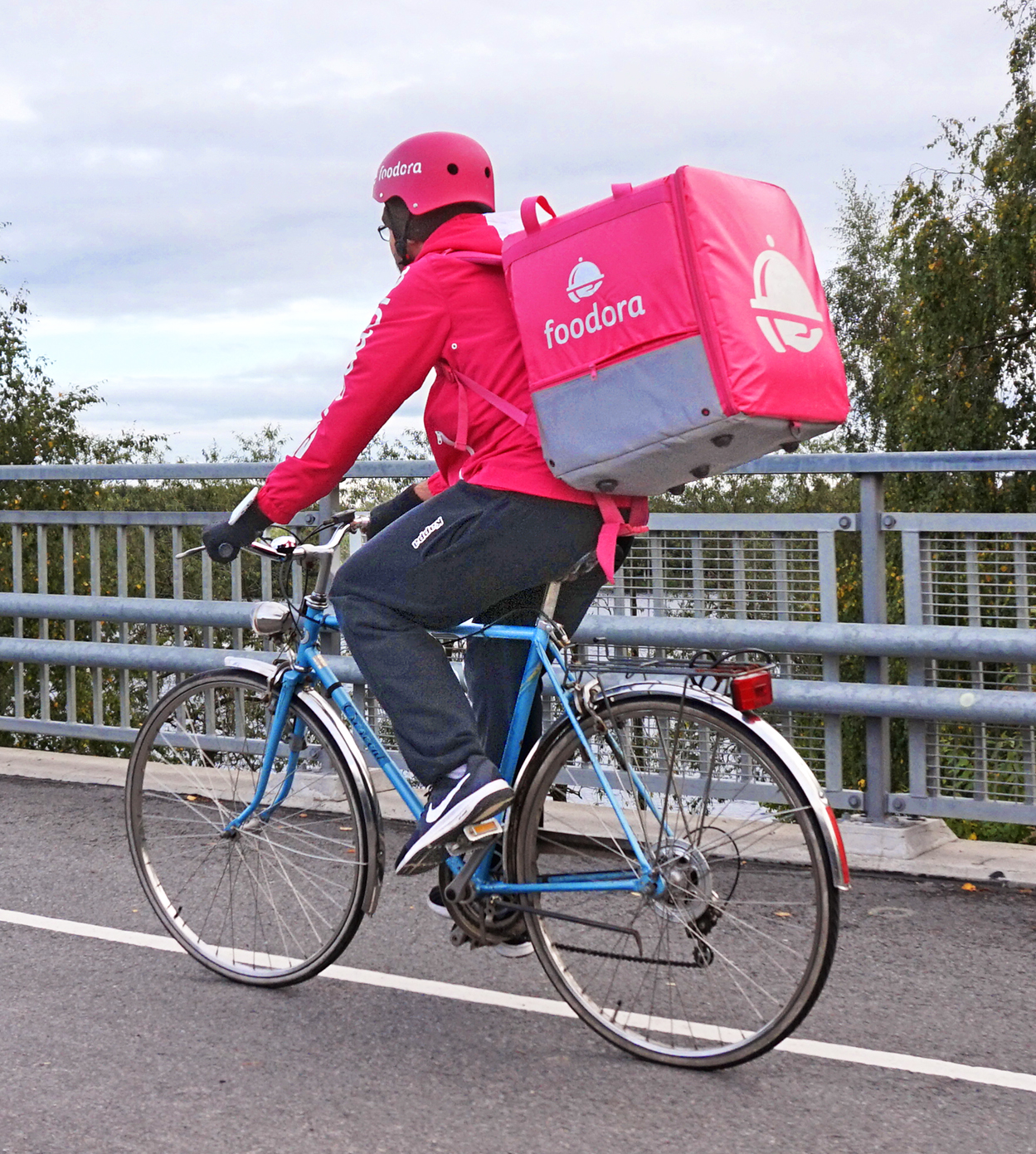
Foodora-Fahrer auf eigenem Rad (2017)

Gig Economy (von englisch gig für „Auftritt“ und economy für „Wirtschaft“) bezeichnet ein Wirtschaftssystem, als Teil des Arbeitsmarktes, bei dem kleine Aufträge kurzfristig an unabhängige Selbständige, Freiberufler oder geringfügig Beschäftigte vergeben werden. Dabei dient häufig eine Onlineplattform als Mittler zwischen Kunde und Auftragnehmer, die Rahmenbedingungen setzt und deren Betreiber eine Provision einbehält.
„Unter Gig Economy versteht man, dass zeitlich befristete Aufträge flexibel und kurzfristig an Arbeitssuchende, Freelancer und geringfügig Beschäftigte [auf wöchentlicher oder episodischer Basis] vergeben werden.“

## Allgemeines
Meist bringen die Auftragnehmer neben ihrer Arbeitskraft auch andere Ressourcen wie Fahrzeuge oder Mobiltelefone ein, ohne die eine Dienstleistung nicht erbracht werden kann. Bekannte Beispiele für die Gig Economy sind Plattformen wie Uber (Fahrer für Personenbeförderung), Deliveroo und Foodora (Fahrradkuriere für Essenslieferung), MyHammer (Handwerkerdienstleistungen) und Onlyfans. Auch für Putzkräfte gibt es Plattformen im Bereich der Gig Economy. Rein digital werden Leistungen von Designern, Übersetzern oder Textern erbracht, oft in Form von Microjobs.

## Herkunft
Der Ausdruck Gig Economy ist eine Analogie aus der Musikbranche, wo Musiker ihren Lebensunterhalt von einem zum anderen bezahlten Auftritt (Gig) bestreiten, wie es etwa auch ein Kurierfahrer macht, der über eine Onlineplattform Aufträge zur Abholung von Essen aus Restaurants und zum Transport zum Kunden erhält. Der Begriff kam in den USA etwa ab dem Jahr 2009 auf, als Onlineplattformen wie Uber oder Lyft entstanden, die Dienstleistungen zwischen Endkunden und freien Mitarbeitern vermittelten und dazu eine digitale Plattform für Technik, Vermarktung und Abrechnung bereitstellten. Auf dem Höhepunkt der damaligen Finanzkrise übten viele entlassene Arbeitnehmer Kombinationen aus mehreren solcher kleinen Jobs aus.

## Merkmale
Die Gig Economy ist geprägt von einem geringeren Grad an Bindung und Verantwortung gegenüber dem so beschäftigten Personal, verglichen mit klassischen Arbeitsverhältnissen. Die Unternehmen verstehen sich in unterschiedlicher Ausprägung eher als Vermittler und weniger als Arbeitgeber. Je nach Branche und nationaler Rechtslage werden Minijobs angeboten, oder die Dienstleister arbeiten selbständig und haben daher keinen Anspruch auf bezahlte Urlaubs- und Krankheitstage. Sie müssen dann auch Sozial- und andere Versicherungen selbst übernehmen. Hierdurch stehen soziale Absicherung und Arbeitnehmerrechte wie betriebliche Mitbestimmung den Beschäftigten praktisch nur sehr eingeschränkt zur Verfügung.
Einige Unternehmen nutzen dabei ihre Marktstellung aus. So versucht sich der Onlinehändler Amazon an einer Übertragung von Auslieferungsaufträgen an Fahrer mit privatem PKW.

## Reaktionen
Laut Information der „International Business Times“ aus dem Jahr 2016 glauben nur 13 % der Briten, im Jahre 2025 noch in traditionellen Berufsmodellen zu arbeiten. 87 % der Briten sind dagegen überzeugt, dass die Gig Economy in zehn Jahren die traditionellen „Nine to Five“-Arbeitstage ablösen wird. Kritiker befürchten bei einer solchen Ausweitung der Gig Economy „ein Heer digitaler Tagelöhner“, während Befürworter in den Jobs der Gig Economy neben dem Potenzial für neue Geschäftsmodelle ein hohes Maß an Flexibilität und Selbstbestimmung sehen, etwa für den Nebenerwerb.
Klassische Gewerkschaften spielen in der Beziehung zwischen Arbeit- und Dienstnehmern der Gig Economy und ihren Auftraggebern noch keine wichtige Rolle. Dagegen berichtete das Portal Zeit.de von ersten Bemühungen der Beschäftigten, sich selbst oder mit Hilfe der anarchosyndikalistischen Freie Arbeiterinnen- und Arbeiter-Union zu organisieren. Colin Crouch (Universität Warwick) plädierte 2019 für entschiedene Reformen. Trebor Scholz (New School) und andere werben für Plattformgenossenschaften als existenzsichernde Gegenentwürfe zu Gig Economy und Plattformkapitalismus.
Im Fall von Uber untersagte das Landgericht Frankfurt im Jahre 2015 dem Unternehmen Uber die Vermittlung von Fahrdiensten, soweit die Fahrer keine behördliche Personenbeförderungserlaubnis besitzen. In Großbritannien wurden im Oktober 2016 die Rechte der Uber-Fahrer gestärkt, als ein Gericht entschied, dass jene als Angestellte anzusehen seien und daher Anspruch auf Mindestlohn sowie Urlaubsgeld hätten. Andere Plattformen versuchen derweil, durch freiwillige Leistungen die öffentliche Meinung, Gerichte und die eigenen Arbeitskräfte milde zu stimmen. So hat der Uber-Konkurrent Lyft beispielsweise eine Rentenversicherung für seine Fahrer eingeführt. Menschen, die über Airbnb privat ihre Unterkunft vermieten, sind über die Plattform haftpflichtversichert.

## Gig Economy heute
Obwohl es unabhängige „Gig“-Arbeit bereits lange gibt, wurde diese nie klar definiert oder innerhalb der offiziellen Arbeitsmarktstatistiken konstant gemessen. Eine Umfrage des McKinsey Global Institute mit 8.000 Teilnehmern aus den USA, Großbritannien, Deutschland, Schweden, Frankreich und Spanien ergab eine bisherige statistische Unterschätzung der Gig Economy. Insgesamt wird in dem zugehörigen Report des Beratungsinstituts geschätzt, dass die unabhängige Arbeiterschaft in den USA und den EU-15 Staaten ca. 20 bis 30 Prozent der arbeitsfähigen Bevölkerung ausmacht. Mehr als die Hälfte nutze die Gelegenheitsarbeit als zusätzliche Einkommensquelle, anstatt ausschließlich davon zu leben. Die Mehrheit gehe dieser Arbeitsform auf eigenen Wunsch und nicht aus Not nach und gebe ein hohes Maß an Zufriedenheit an. Nichtsdestotrotz sei immerhin ein Anteil von 30 Prozent der temporär arbeitenden aus Mangel an Alternativen dazu gezwungen.
Während nur 15 Prozent der unabhängigen Verdiener Plattformen nutzen, wachsen diese digitalen Marktplätze wie Uber, Airbnb oder Etsy immer schneller. Plattformen dieser Art könnten einen erheblichen Einfluss auf den Arbeitsmarkt haben, weil sie erfolgreich und effizient einen großen Pool an Arbeitern mit deren Servicekonsumenten zusammenführen. Der Arbeitsform der Gig Economy wird erhebliches Transformationspotential für die kommenden Jahre vorhergesagt, basierend auf der steigenden Nachfrage dieser Services und Organisationen. Befürworter erwarten daraus ökonomische Vorteile durch die Erhöhung der absoluten Arbeitskraft, stimulierten Konsum und zusätzliche Schaffung von Beschäftigungsmöglichkeiten. Kritiker merken dagegen eine Prekarität und weniger Arbeitsschutz an.